# TBV Lemgo
TBV Lemgo är en handbollsklubb från Lemgo i Tyskland, grundad 1911.

## Spelartrupp
| Nr | Land          | Pos | Namn                 |
| -- | ------------- | --- | -------------------- |
| 1  | Nederländerna | MV  | Mark van den Beucken |
| 20 | Tyskland      | MV  | Finn Zecher          |
| 25 | Sverige       | MV  | Peter Johannesson    |
| 4  | Island        | V6  | Bjarki Már Elísson   |
| 5  | Tyskland      | M9  | Andrej Kogut         |
| 7  | Spanien       | H9  | Isaías Guardiola     |
| 9  | Sverige       | V9  | Jonathan Carlsbogård |
| 14 | Nederländerna | H6  | Bobby Schagen        |
| 16 | Tyskland      | M6  | Marcel Timm          |

| Nr | Land          | Pos | Namn              |
| -- | ------------- | --- | ----------------- |
| 23 | Tyskland      | M9  | Tim Suton         |
| 24 | Tyskland      | H6  | Lukas Zerbe       |
| 27 | Tyskland      | V9  | Jari Lemke        |
| 30 | Spanien       | M6  | Gedeon Guardiola  |
| 34 | Sverige       | H9  | Andreas Cederholm |
| 39 | Tyskland      | H9  | Shawn Pauly       |
| 40 | Tyskland      | V9  | Fynn Hangstein    |
| 44 | Tyskland      | V6  | Alexander Reimann |
| 77 | Nederländerna | M9  | Dani Baijens      |

## Meriter

### Inhemskt
- Tyska mästare: 2 (1997, 2003)
- DHB-Pokal: 4 (1995, 1997, 2002, 2020)
- DHB-Supercup: 4 (1997, 1999, 2002, 2003)

### Internationellt
- Cupvinnarcupen: 1 (1996)
- EHF-cupen: 2 (2006, 2010)

## Spelare i urval
- Markus Baur (2001–2007)
- Marc Baumgartner (1994–1998, 2000–2005)
- Andreas Cederholm (2019–2022)
- Jonathan Carlsbogård (2018–2022)
- Jaume Fort (1999–2001)
- Logi Geirsson (2004–2010)
- Fynn Holpert (1989–1991, 1994–1998)
- Kasper Hvidt (1998–2000)
- Filip Jícha (2005–2007)
- Peter Johannesson (2017–2022)
- Florian Kehrmann (1999–2014)
- Andreas Larsson (1997–1999)
- Tamás Mocsai (2006–2010)
- Christian Ramota (2001–2005)
- Christian Schwarzer (2001–2007)
- Daniel Stephan (1994–2008)
- Volker Zerbe (1986–2006)